# Stadionul Arcul de Triumf (1914)
Stadionul Naţional de Rugby Arcul de Triumf is een multifunctioneel stadion in Boekarest, Roemenië. Het stadion wordt het meest gebruikt voor rugbywedstrijden. Tussen 2008 en 2013 is het stadion gerenoveerd, na de renovatie biedt het plek aan 5.500 toeschouwers.
In het stadion worden ook concerten gegeven. Onder andere Muse, Leonard Cohen, Limp Bizkit, Eros Ramazzotti, The Cranberries, Eric Clapton en Placebo hebben in het stadion opgetreden.